# Laurent Burelle
Laurent Burelle, né le 6 octobre 1949 à Boulogne-Billancourt (Hauts-de-Seine), est un dirigeant d’entreprise et milliardaire français. Ingénieur chimiste de formation, il est président-directeur général (entre juillet 2001 et décembre 2019) puis président du conseil d'administration (depuis janvier 2020) de la compagnie OPmobility (anciennement Plastic Omnium) et président-directeur général de sa holding de contrôle Burelle SA (depuis le 1er janvier 2019). Il préside également l’Association française des entreprises privées (AFEP) de 2017 à 2023.

## Biographie

### Famille
Laurent Burelle est le fils de Pierre Burelle (1914-2011), fondateur de la Compagnie Plastic Omnium en 1946. Il est marié à une Suissesse germanophone et est père de quatre filles.

### Formation
Laurent Burelle a suivi des études d’ingénieur chimiste en Suisse à l’École polytechnique fédérale de Zurich, a obtenu un diplôme du MIT aux États-Unis puis effectué son service militaire dans la cavalerie en Allemagne. Il est polyglotte et parle couramment français, anglais, espagnol et allemand.

## Carrière

### Entrée dans le groupe familial
Alors qu'il se destinait initialement, à l'issue de sa formation universitaire, à intégrer le suédois Alfa Laval, une entreprise spécialisée dans la technologie des échangeurs de chaleur, Laurent Burelle rejoint le groupe familial à 25 ans à la demande de son père, Pierre Burelle. Au sein de Plastic Omnium, Laurent Burelle débute auprès du directeur de l'usine de Langres, située dans le département de la Haute-Marne.

### Passage en Espagne
En 1977, à 28 ans, il part en Espagne afin de diriger la deuxième usine du groupe, construite à Valence en 1968. Présent en Espagne, en pleine période de transition politique et démocratique, il participe notamment à l'organisation des premières élections syndicales libres. Il devient président-directeur général de la filiale espagnole en 1980, avant de prendre un an plus tard la direction de la division Environnement - Systèmes Urbains du groupe.

### Succession de Jean Burelle et présidence de Plastic Omnium
Nommé en 1988 vice-président directeur général de la Compagnie Plastic Omnium, il succède en 2001 à son frère Jean Burelle à la tête du groupe, qui avait lui-même succédé à leur père Pierre Burelle en 1987. Il devient ainsi le troisième dirigeant de Plastic Omnium en 70 ans.
C’est sous la direction de Laurent Burelle que l’entreprise a véritablement concentré ses activités sur l'industrie automobile même si, dès 1947, Plastic Omnium avait pris une commande pour la Renault 4CV,. À l’origine, en 1877, son arrière-grand-père Pierre-Émile Burelle devient directeur de l’Union mutuelle des propriétaires lyonnais (UMDP), spécialisée dans l’assainissement. En 1914, il réoriente l’UMDP vers la production et la location de seaux à ordures. L’activité « environnement » de Plastic Omnium sera conservée jusqu’en 2018,.
En 2011, Pierre Burelle, fondateur de Plastic Omnium et père de Laurent Burelle, décède.
Entre 2008 et 2018, l'entreprise diminue de 34 % le nombre de ses salariés en France afin de délocaliser à l'étranger une part croissante de son activité.
En 2014, il sponsorise une exposition à la Bibliothèque nationale de France consacrée à l’histoire des cartes marines.
En 2015, il annonce l'acquisition de la division Systèmes extérieurs de Faurecia.
En 2016, il est classé par le magazine Challenges, 36e fortune de France avec 2,05 milliards d'euros.
Pour l'année 2018, sa rémunération s’élève à 4,8 millions d'euros, en plus de ses 90 000 euros de salaire annuel. Le montant de sa rémunération intérroge,.
Au 1er janvier 2019, il est nommé président-directeur général de Burelle SA, la holding de contrôle de Plastic Omnium, succédant à son frère Jean Burelle. En mai 2020, la convention réglementée de Plastic Omnium avec sa maison mère, Burelle SA, est rejetée en conseil d'administration.
En 2024, Plastic Omnium change de nom pour OPmobility,.

### Organisation de la succession
En septembre 2019, le groupe Plastic Omnium prépare la succession de Laurent Burelle. Ce dernier annonce vouloir passer le relais à Laurent Favre, qui devient directeur général et à Félicie Burelle, sa fille, qui devient, quant à elle, directrice générale déléguée. Laurent Favre a réalisé, jusque-là, l'ensemble de sa carrière au sein de l'industrie automobile allemande, chez Thyssenkrupp, ZF ou encore Benteler. Félicie Burelle a été membre du conseil d’administration de Burelle SA depuis 2013, promue directeur de la stratégie et du développement de Plastic Omnium et membre du comité de direction en 2015,. Elle est ensuite désignée directrice générale adjointe de Plastic Omnium en 2018 avant de devenir directrice générale déléguée. Cette phase de transition, annoncée en septembre 2019, devient effective au 1ᵉʳ janvier 2020 et Laurent Burelle demeure, à ce jour, président non-exécutif du groupe.

## Association française des entreprises privées (AFEP)
Alors qu'il en était administrateur depuis 2014, lors du conseil d’administration du 9 mai 2017, Laurent Burelle est élu, à l’unanimité, président de l’Association française des entreprises privées (AFEP). Il succède à Pierre Pringuet, qui a dirigé l'AFEP de juin 2012 à mai 2017.
À ce titre, il s'engage à chaque mandature pour flexibiliser le travail, pour réduire la fiscalité des entreprises et des grandes fortunes, et pour défendre la rémunération des adhérents de l'AFEP. Selon cette dernière, tout doit reposer sur l'autodiscipline des managers, capables de faire preuve de retenue sur les bonus et autres parachutes dorés, sans régulation de l’État.
Fondée en 1982 par Ambroise Roux, l'AFEP, regroupe les principales grandes entreprises privées françaises et est un lobby puissant,.
En mars 2020, dans le contexte de crise sanitaire liée à la pandémie de Covid-19, Laurent Burelle, en sa qualité de président de l'AFEP, a appelé les entreprises adhérentes à « être exemplaires ». Les entreprises ayant recours au chômage partiel pendant la période ont notamment été invitées par l'AFEP à réduire leur dividende de 20%, alors que le gouvernement leur demande de renoncer aux dividendes. L'AFEP a néanmoins plaidé pour leur maintien, ce qui a donné lieu à des controverses,,. Alors que Plastic Omnium recourt au chômage partiel, il verse en dividendes une trentaine de millions d’euros pour Laurent Burelle et sa famille.
Laurent Burelle annonce une baisse du salaire des dirigeants de son groupe le temps de l'épidémie, ainsi qu'une réduction de 34% du montant de son dividende versé au titre de l'exercice 2019.

## Autres mandats
Laurent Burelle est membre du conseil de surveillance des sociétés Wendel (de 2013 à 2017), et administrateur des sociétés Pernod Ricard (de 2011 à 2016), CIC Lyonnaise de Banque (de 2013 à 2017).
Il est par ailleurs administrateur de la fondation Jacques Chirac ainsi que de l'association « Comité de liaison européenne Transalpine Lyon-Turin ».

## Prises de position
Laurent Burelle fait partie des promoteurs de la formation par alternance, et tout particulièrement de l'apprentissage.
Il souhaite inciter les entreprises à développer la féminisation des cadres, mais s'inscrit contre les quotas.
Il plaide pour un régime de retraites par capitalisation pour les hauts cadres.

## Décorations
- Commandeur de la Légion d'honneur[48]
- Grand officier de l'ordre national du Mérite[4],[49]
- Chevalier de l'ordre du Mérite agricole[4]
- Chevalier de l'ordre d'Isabelle la Catholique (Espagne)[4]
- Colonel de réserve (RC) [4]
- Ordre du mérite[50]

## Récompenses professionnelles
- Prix du stratège de l’année 2012 pour le quotidien Les Échos[51]
- Homme de l’année 2013 pour le Journal de l'automobile[52]